# Масира
Маси́ра (араб. مصيرة‎) — остров в Аравийском море, вблизи восточного побережья Омана. Протянулся с северо-востока на юго-запад на 95 км при ширине от 12 до 14 км. Площадь острова составляет 649 км². Население — около 12 000 человек (по данным переписи 2003 года — 9292 человека), сосредоточено главным образом в северной части острова.

## География и Климат
Находится в 19 км от побережья Аравийского полуострова. Рельеф преимущественно холмистый, особенно на востоке Масиры. На севере острова поднимается плато. Вдоль западного побережья расположены низкие холмы, отделённые от гряды восточного побережья обширной песчаной равниной.
| Показатель                    | Янв. | Фев. | Март | Апр. | Май  | Июнь | Июль | Авг. | Сен. | Окт. | Нояб. | Дек. | Год  |
| ----------------------------- | ---- | ---- | ---- | ---- | ---- | ---- | ---- | ---- | ---- | ---- | ----- | ---- | ---- |
| Средний суточный максимум, °C | 26,0 | 26,9 | 29,8 | 33,4 | 35,4 | 34,6 | 31,8 | 30,7 | 30,7 | 32,0 | 29,8  | 27,1 | 30,7 |
| Средняя температура, °C       | 22,1 | 22,8 | 25,2 | 28,4 | 30,4 | 29,9 | 27,5 | 26,4 | 26,6 | 27,2 | 25,7  | 23,4 | 26,4 |
| Средний суточный минимум, °C  | 18,2 | 18,7 | 20,7 | 23,8 | 25,9 | 25,6 | 23,6 | 22,5 | 22,8 | 22,6 | 21,6  | 19,8 | 22,1 |
| Норма осадков, мм             | 7,5  | 16,3 | 12,5 | 10,2 | 1,5  | 21,1 | 11,6 | 9,9  | 0,4  | 0,0  | 1,2   | 6,9  | 99,1 |
| Источник:                     |      |      |      |      |      |      |      |      |      |      |       |      |      |

## Экономика
На острове имеется оманская военно-воздушная база, завод по переработке рыбы и несколько деревень. Имеется паромная связь с материком. Основу экономики составляют рыболовство и производство текстиля. Ранее было также распространено традиционное судостроение.